# Zihni Abaz Kanina
Zihni Abaz Kanina właśc. Zihni Abaz Hamzaraj (ur. 30 grudnia 1885 w Kaninie, zm. 26 maja 1959 w Tiranie) - albański działacz narodowy, dyplomata i nauczyciel, jeden z sygnatariuszy deklaracji niepodległości Albanii z 1912 roku.

## Życiorys
Urodził się w rodzinie posiadaczy ziemskich z Kaniny. Kształcił się w liceum Galatasaray w Stambule, gdzie poznał albańskich działaczy narodowych i zaprzyjaźnił się z Naimem Frasherim. Od 1906 pracował w osmańskiej służbie dyplomatycznej - w konsulatach na Malcie, w Bejrucie i w Tbilisi. W latach 1908–1909 prowadził intensywną korespondencję z organizacjami skupiającymi diasporę albańską i zajmował się dostarczaniem druków w języku albańskim do Wlory. Po rewizji przeprowadzonej przez urzędników osmańskich w Kaninie, Zihni został aresztowany i osadzony w więzieniu w Çanakkale. W 1911 powrócił do Albanii i zaangażował się w przygotowania do powstania Albańczyków przeciwko władzy osmańskiej.
W listopadzie 1912 należał do grona organizatorów Zgromadzenia Narodowego, które zebrało się we Wlorze i był sygnatariuszem Albańskiej Deklaracji Niepodległości. Po utworzeniu rządu Ismaila Qemala objął stanowisko sekretarza generalnego w ministerstwie spraw zagranicznych, a następnie sekretarza w ministerstwie spraw wewnętrznych. W okresie rządów Wilhelma zu Wieda powrócił do pracy w resorcie spraw zagranicznych. W 1914, w proteście przeciwko działalności Esada Paszy Toptaniego podał się do dymisji i powrócił do swojego majątku w Kaninë.
W 1925, po objęciu urzędu prezydenta przez Ahmeda Zogu objął stanowisko dyrektora wydziału w ministerstwie spraw zagranicznych. Usunięty ze stanowiska po tym, jak wziął udział w demonstracjach, skierowanych przeciwko rosnącej dominacji włoskiej w Albanii. Pracował jako nauczyciel w szkole średniej w Uji i Ftohte, od 1929 pełnił funkcję dyrektora szkoły. Decyzją ministra edukacji w tym samym roku został usunięty z pracy z powodów politycznych.
Powrócił do pracy w szkole w czasie okupacji włoskiej w roku 1940, ucząc języka francuskiego. Związany z organizacją Balli Kombëtar. Od 1943 pełnił funkcję dyrektora banku we Wlorze. Po przejęciu władzy przez komunistów, w 1945 został aresztowany. Stanął przed sądem wojskowym i na posiedzeniu 9 marca 1945 został skazany na karę 18 lat pozbawienia wolności za współpracę z okupantem. Zmarł w maju 1959 w więzieniu 313 w Tiranie.